# Occupation génoise de Rhodes
L'occupation génoise de Rhodes fait référence à la période entre 1248 et la fin de l'année 1249 ou le début de l'année 1250 durant laquelle la cité de Rhodes et certaines zones de l'île sont sous le contrôle de la république de Gênes. Les Génois prennent possession de la ville et de l'île qui dépendent de l'empire de Nicée lors d'une attaque surprise en 1248 et les conservent avec l'aide de la principauté d'Achaïe jusqu'en 1250 malgré les attaques de l'empire de Nicée.

## Contexte
Rhodes et les îles environnantes ont été détachées du contrôle du gouvernement central byzantin dès avant la chute de Constantinople du fait de la quatrième croisade en 1204. Sous la direction du césar Léon Gabalas, l'île devient le centre d'une principauté indépendante de facto bien que Gabalas semble avoir reconnu la suzeraineté de l'empire de Nicée, le principal État grec à succéder à l'Empire byzantin,. Jean Gabalas, le frère et successeur de Léon, succède probablement à ce dernier au début des années 1240 et se trouve dans une position beaucoup moins avantageuse et il est simplement appelé « maître de Rhodes ».

## Occupation génoise et reconquête
En 1248, Jean Gabalas s'absente de l'île pour conduire une campagne aux côtés de l'empire de Nicée contre l'Empire latin de Constantinople. Les Génois exploitent ce départ pour s'emparer de la cité de Rhodes, la capitale de l'île et étendent bientôt leur contrôle sur le reste de l'île. Jean III Doukas Vatatzès, l'empereur de Nicée, réagit vivement et envoie une flotte en direction de Rhodes dirigée par le pinkernès et doux du thème des Thracésiens Jean Cantacuzène. Bien qu'il manque d'hommes, il parvient à  reprendre les villes fortifiées de Lindos et Philérémos. Dès l'arrivée de renforts, il se dirige vers la capitale de l'île dont il commence le siège.
En dépit du siège, la ville est bien approvisionnée et le siège se prolonge durant l'hiver 1248-1249 jusqu'au printemps. Selon le récit de Georges Acropolite, la cité est sur le point de tomber quand, au début du mois de mai 1249, le prince d'Achaïe Guillaume II de Villehardouin arrive sur l'île dans le but de rejoindre la septième croisade en Terre sainte. Cet événement pousse les Nicéens à lever le siège et à se replier vers Philérémos. Guillaume conclut rapidement un accord avec les Génois et laisse derrière lui une centaine de chevaliers pour les soutenir avant de partir en Terre Sainte. Les Génois parviennent alors à renverser la situation et à assiéger par terre et par mer les Grecs retranchés à Philérémos tandis que les hommes de Guillaume de Villehardouin ravagent les terres environnantes,.
Quand l'empereur Jean Vatatzès a vent de ces événements, il se rend à Nymphaion et ordonne la préparation d'une autre force expéditionnaire à Smyrne. Elle comprend trois cents cavaliers dirigés par le protosébaste Théodore Kontostéphanos à qui Jean Vatatzès confie des instructions écrites. L'arrivée de Kontostéphanos et de ses hommes renverse à nouveau l'équilibre des forces. Les troupes grecques prennent par surprise les forces du prince d'Achaïe qui sont dispersées et occupées à piller. Ils sont tous tués et les Génois se replient vers la cité de Rhodes. Cependant, ils sont incapables de soutenir un nouveau siège. De ce fait, ils acceptent de se rendre en échange de l'assurance de pouvoir quitter l'île. Cet événement a lieu à la fin de l'année 1249 ou au début de l'année 1250,.